# 用部
用部，為漢字索引中的部首之一，康熙字典214個部首中的第一百〇一個（五劃的則為第七個）。在傳統漢字中，其都被歸為五劃部首；而中文簡化字中，所屬漢字會被分拆至其他部首，如：用、甩字會被歸為冂部。用部通常是從下方均可為部字。且無其他部首可用者將部首歸為用部。

## 部首單字解釋
1.施行、實行。見說文。
2.任用、任使。
3.效果、功能。
4.花費、消費。
5.需要。
6.進用飲食。
7.以、因。
8.姓。見通志 · 氏族略二。
9.器物。
10.使用。
甩：ㄕㄨㄞˇ，①擲、拋、投。②丟棄。③揮動、搖擺。④理睬。⑤驅逐蟲蠅的撢子，即甩兒。

## 字形

甲骨文
金文
大篆
小篆

## 名稱
- 漢語：用部　（拼音：yòngbù　注音：ㄩㄥˋ ㄅㄨˋ）
- 日語：
- 朝鲜語：

## 字例
| 除部首外之筆劃 | 字例 -{ |
| -------------- | ------- |
| 0              | 用甩    |
| 1              | 甪      |
| 2              | 甫甬    |
| 4              | 甮甭    |
| 7              | 𤰉甯 }- |